# Форман, Майкл Джеймс
Майкл Джеймс Фо́рман (англ. Michael James Foreman; род. 1957) — астронавт НАСА. Совершил два космических полёта на шаттлах: STS-123 (2008, «Индевор») и STS-129 (2009, «Атлантис»), совершил пять выходов в открытый космос, полковник, ВМС США.

## Личные данные и образование

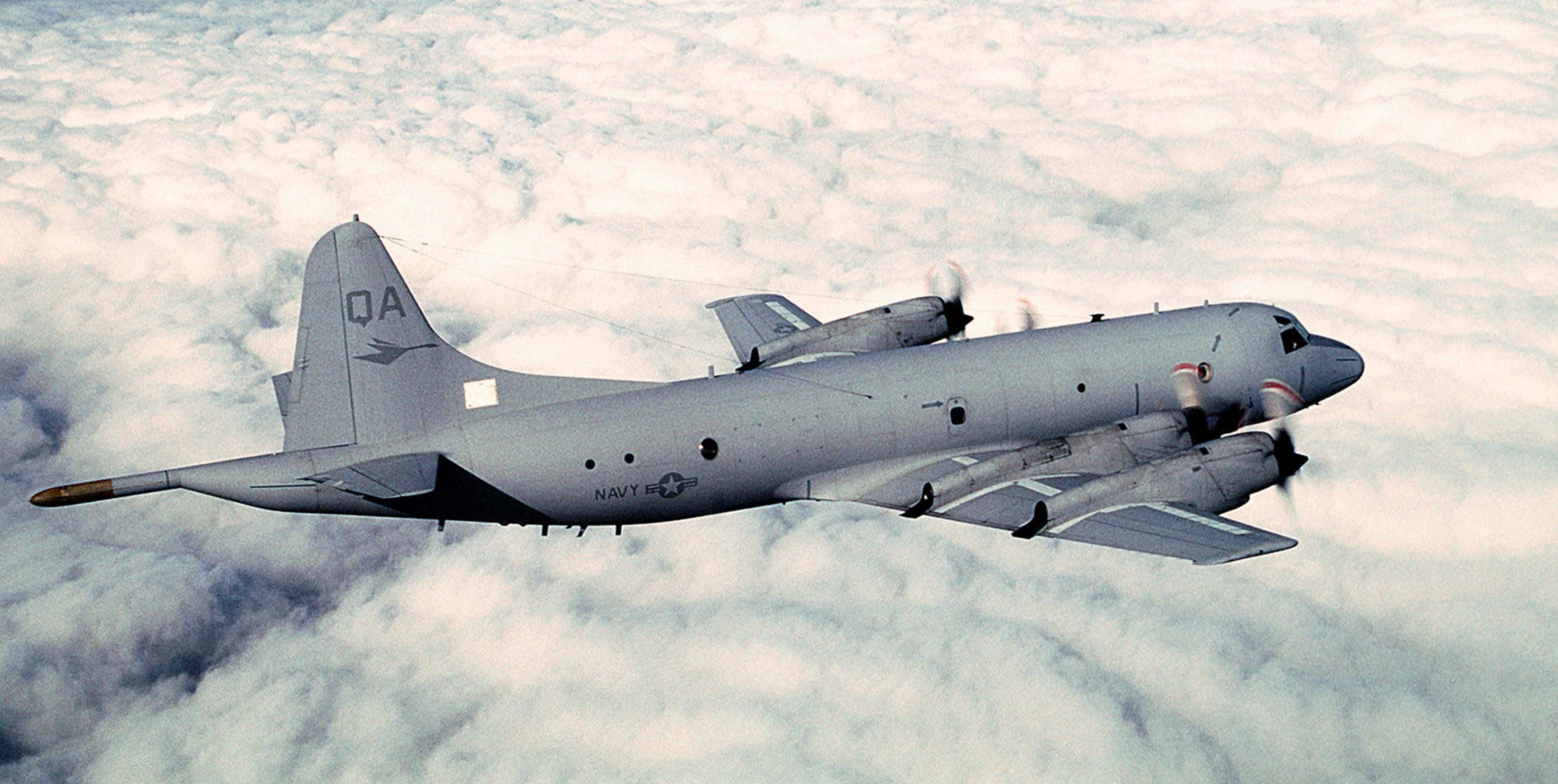
Самолёт P-3C в полёте.

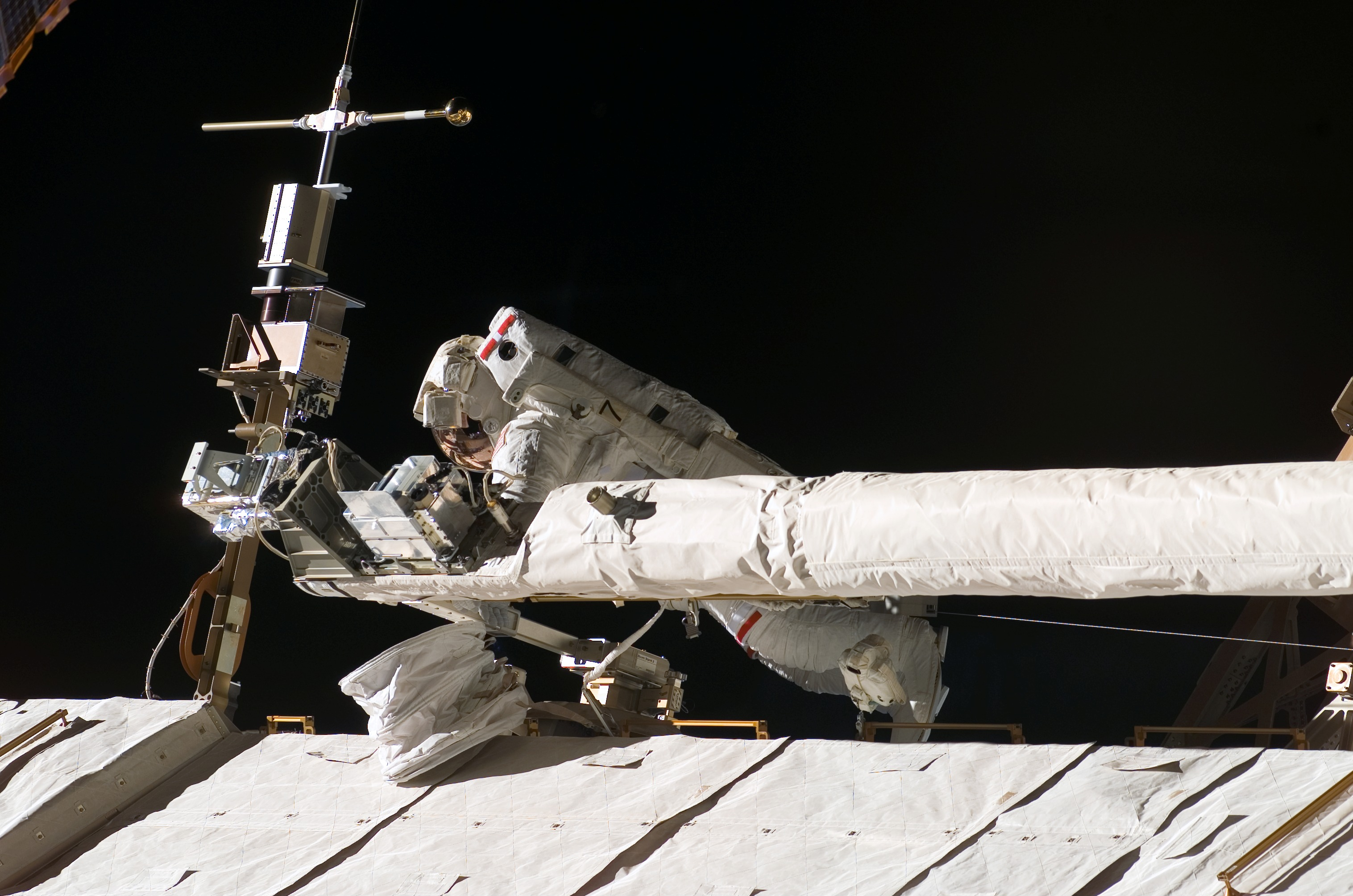
STS-123: Форман — работа на орбите.

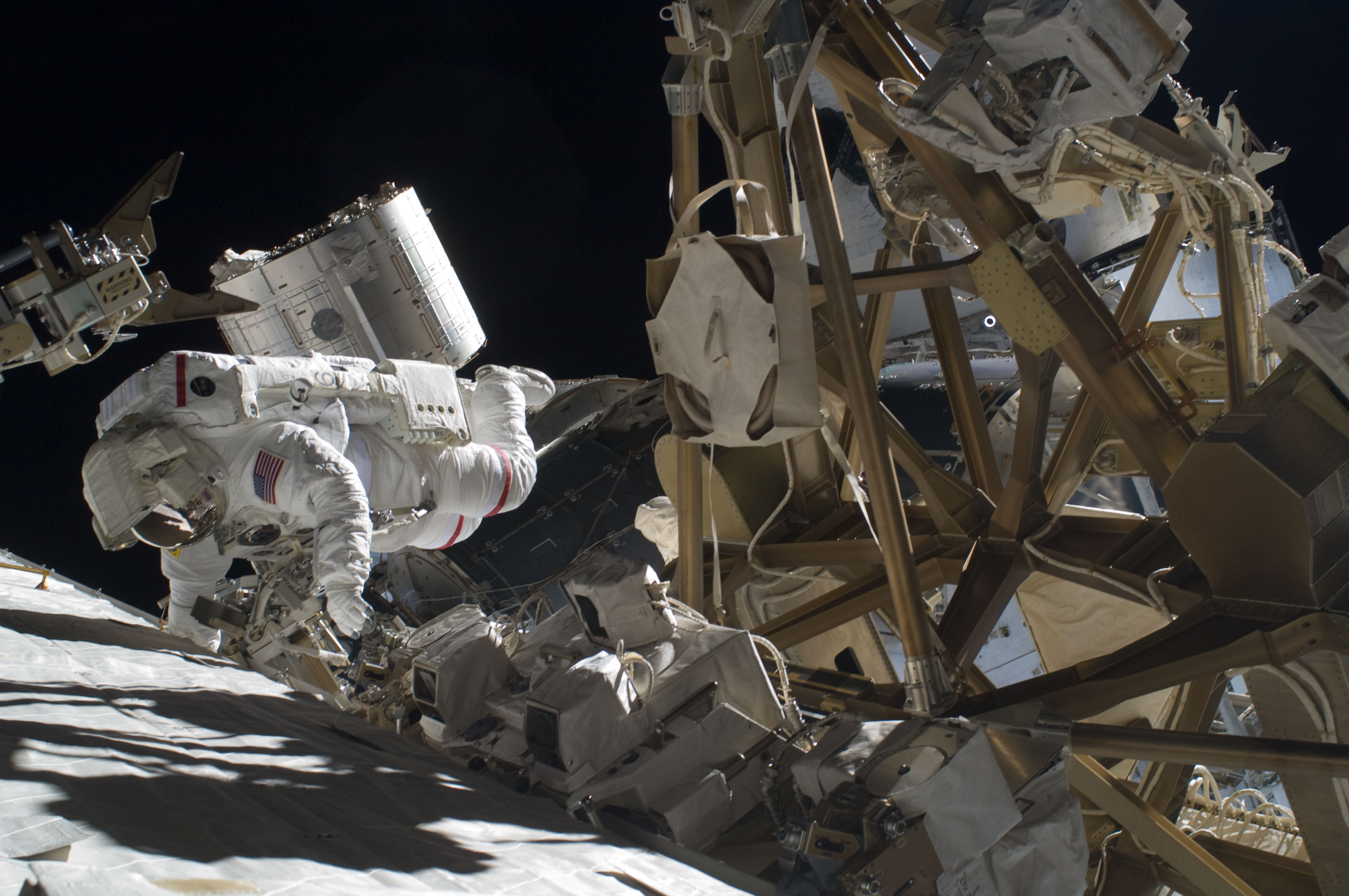
STS-129: Форман — работа на орбите.

Майкл Форман родился 29 марта 1957 года в городе Колумбус, штат Огайо, но своим родным считает город Вадсворт, где в 1975 году окончил среднюю школу. В 1979 году получил степень бакалавра в области аэрокосмической техники в Академии ВВС США, в городе Колорадо-Спрингс, штат Колорадо. В 1986 году получил степень магистра наук в области авиационной техники в Аспирантуре ВМС США.
Женат на Лорри Ли Дэнсер, она из Оклахома-Сити, Оклахома, у них трое детей. Его интересы: гольф, бег, лыжи, домашний ремонт, создание уюта и любит проводить время со своей семьей. Его мать, Нэнси С. Форман, проживает в Вадсворте, Огайо. Его отец, Джеймс У. Форман, умер. Её родители, Джим и Пэт Дэнсеры, проживают в городе Талса, штат Оклахома.

## До НАСА
В мае 1979 года стал служить в ВМС Соединенных Штатов. Он начал лётную подготовку на авиабазе Пенсакола, во Флориде, затем прошёл практику на авиабазе в Корпус-Кристи, штат Техас, и в январе 1981 года стал военно-морским лётчиком. После первоначального обучения на самолёте P-3C Orion
в Джексонвилле, штат Флорида, получил назначение на авиабазу «Брансуик», штат Мэн. Он служил на авиабазах «Рота», Испания, «Кеблавик» в Исландии, «Лэйджес» на Азорских островах, «Сигонелла» на Сицилии, на Бермудских островах и в Панаме. После этого, в 1986 году, он был направлен в США в Аспирантуру в Монтерей, штат Калифорния. Будучи аспирантом, Форман проводил исследования в интересах НАСА в Маунтенвью, штат Калифорния. После окончания университета он был назначен на должность помощника офицера по воздушным операциям на авианосец «Корал Си», порт приписки Норфолк, штат Виргиния. В 1989 году был переведён на авиабазе Патаксент-Ривер, в штате Мэриленд. В 1991 году он был переведён на должность пилота-инструктора и летал на самолётах F/A-18, P-3 Orion, Т-2, T-38, U-21, DHC-2 Beaver и на планёре X-26. В 1993 году Форман был переведён на авиабазу в Кристал-Сити, штат Виргиния, сначала в качестве заместителя, а затем в качестве начальника испытаний самолёта Т-45. После этого вновь был переведён на авиабазу в Патаксент-Ривер, штат Мэриленд, на этот раз в качестве военного директора научно-технической группы в авиационной дивизии. В дополнение к своим военным обязанностям, сотрудничал и консультировал некоторые проекты в Центре космических исследований имени Джонсона, в Хьюстоне, штат Техас. Имеет налёт более 3 000 часов на более чем 50 различных типах самолётов.

## Подготовка к космическим полётам
В июне 1998 года был зачислен в отряд НАСА в составе семнадцатого набора, кандидатом в астронавты. С августа 1998 года стал проходить обучение по курсу Общекосмической подготовки (ОКП). По окончании курса, в августе 1999 года получил квалификацию «специалист полёта» и назначение в Офис астронавтов НАСА. Был назначен в Отдел развития Международной космической станции (МКС).

## Полёты в космос
- Первый полёт — STS-123[3], шаттл «Индевор». C 11 по 27 марта 2008 года в качестве «специалист полёта». Продолжение сборки Международной космической станции. Во время полёта выполнил три выхода в открытый космос: 16 марта — 7 часов 8 минут, были завершены работы по монтажу канадского робота-манипулятора «Декстр». 20 марта — 6 часов 24 минуты. Во время выхода астронавты завершили работы на роботе-манипуляторе «Декстр», а также существили ремонт теплозащитного покрытия шаттла и заменили сломанный модуль контроля электроэнергии на МКС. 22 марта — продолжительностью 6 часов 2 минуты. В течение этого периода астронавты переместили с шаттла на внешнюю поверхность МКС дополнительную стрелу робота-манипулятора с видеокамерой, предназначенной для осмотра теплозащитного слоя шаттла. Продолжительность полёта составила 15 суток 18 часов 20 минут[4].
- Второй полёт — STS-129[5], шаттл «Атлантис». C 16 по 27 ноября 2009 года, в качестве «специалист полёта». Миссия STS-129 — это первая из таких заключительных миссий шаттлов, задача которых состоит в доставке на станцию габаритных и ответственных запасных узлов и устройств. К таким устройствам относятся, в частности, гироскопы ориентации и баки систем охлаждения станции. Полезные грузы, которые доставляются шаттлом на станцию, закреплены на двух экспериментально-транспортных платформах (ExPRESS Logistics Carrier, ELC-1, ELC-2), которые были размещены в грузовом отсеке шаттла. На станцию доставлены два гироскопа ориентации, бак высокого давления с кислородом для шлюзового модуля, баки с азотом и аммиаком и насос для системы охлаждения станции. Среди полезных грузов также запасные части для робота-манипулятора и манипулятора «Декстре», запасные силовые кабели для транспортной тележки, устройство для зарядки и разрядки аккумуляторов солнечных батарей, устройство защиты станции от возможных электрических разрядов между станцией и верхними слоями атмосферы Земли. Запасной комплект антенны S-диапазона, комплект оборудования для любительской радиосвязи и оборудования для слежения за кораблями, находящимися в открытом море. Во время запланированных выходов в открытый космос, две экспериментально-транспортные платформы были закреплены на специально предназначенных для них местах на сегментах S3 и P3 ферменной конструкции станции. Приборы, которые расположены на экспериментально-транспортных платформах подсоединены к силовым и информационным цепям МКС. В общей сложности вес грузов доставленных на МКС составил около 14 тонн. Во время полёта выполнил два выхода в открытый космос: 19 ноября — продолжительностью 6 часов 37 минут, 21 ноября — 6 часов 8 минут. Продолжительность полёта составила 10 суток 19 часов 16 минут[6][7].

Общая продолжительность внекорабельной деятельности (ВКД) за 5 выходов — 32 часа 19 минут. Общая продолжительность полётов в космос — 26 дней 13 часов 27 минут.

## После полётов
В январе 2011 года перешёл на работу в Центр Космических исследований имени Джона Гленна, Огайо.

## Награды и премии
Награждён: Медаль «За космический полёт» (2008 и 2009), Орден «Легион почёта», Медаль «За похвальную службу» (США), Медаль похвальной службы (США), Медаль «За достижения» и многие другие.